# مون راي
مون راي (بالفرنسية: Raggio di Luna)‏ هي مغنية فرنسية، ولدت في 1963 في فرنسا.